# Ломача таштине
Ломача таштине (енгл. The Bonfire of the Vanities) амерички је сатирични црнохуморни филм из 1990. године у режији Брајана де Палме, а по сценарију Мајкла Кристофера. У филму глуме Том Хенкс, Брус Вилис, Мелани Грифит, Ким Катрал и Морган Фриман. У питању је екранизација књиге новинара Тома Вулфа Ломача таштине из 1987. године.
Након што његова љубавница прегази младог црног тинејџера, берзанска звезда са Вол Стрита, види како му се живот расплиће низбрдо, долазећи у центар медијске пажње и привлачи интересовање неуспешног новинара.

## Радња
Новинар Питер Фелоу, женскарош и алкохоличар, присећа се недавних догађаја. Берзански мешетар са Волстрита Шерман Мекој, богат и поносан на свој друштвени статус, живи са својом привлачном супругом Џуди у једном од монденских квартова Њујорка. Има љубавницу Марију Раскин, у чије постојање сумња његова супруга. Шерман среће Марију на аеродрому и одводи је својим колима до њене куће. Изгубљени, Шерман и Марија се налазе у Јужном Бронксу, области Њујорка где живе углавном сиромашни црнци. У једној од мрачних уличица наилазе на аутомобилску гуму која лежи на путу. Излазећи из аутомобила, Шерман покушава да уклони препреку, али у том тренутку Шерман и Марија примећују црнца, чије намере доживљавају као непријатељске. Од страха, Марија аутомобилом прегази црног тинејџера и пар се крије са места несреће. Момак се повређује и пада у кому. Пре тога успева да пријави знакове аутомобила: марку и неколико слова броја.
Шерман убеђује Марију да то пријави полицији, али она се оштро противи. Пастор локалне цркве, велечасни Бекон, сазнаје за обичан злочин и одлучује да укључи јавност. Постепено, случај долази у центар пажње окружног тужиоца. Случај има лоше изгледе на суду. Жртва је у коми, нема сведока. Мајка тинејџера одбија да оде у полицију. Тада тужилац Ејб Вајс, који циља на место градоначелника, одлучује да овом истрагом покаже расну толеранцију и привуче гласове црначког становништва. Тужилаштво проналази аутомобил на основу доступних доказа и води до Шермана. Он, плашећи се најгорег, одбија да покаже ауто и каже да ће се обратити адвокату.
У међувремену, новинар Питер Фелоу, на дојаву велечасног Бејкона, почиње да „врти” овај злочин, привлачећи на њега све већу пажњу јавности и градских власти. Гнев због „хладнокрвног убиства црног дечака од стране двојице белаца” почиње да кључа у градској заједници црнаца. Шерманов живот лети низбрдо: жена га напушта, отпуштају га са посла, у близини куће дежурају демонстранти. Када Шермана одводе у судницу, тамо већ кључају страсти. Међутим, судија, без изјаве жртве, бира симболичну кауцију као меру забране, пуштајући Шермана на слободу. Осумњичени током саслушања није именовао Марију.
Питер добија аудио снимак разговора у Маријиној кући у ноћи злочина. На њему девојка признаје да је она возила. „Буба” за слушање је постављена из других разлога, снимак је настао случајно и не може се прихватити на суду као правни доказ. Питер Фелоу говори велечасном Бејкону о тајном снимку, и он схвата да би случај Шерман могао да се распадне. Новинару каже да ће промовисати још једну тему: у болници се лечи момак који лежи у коми. Тужилац Вајс је, међутим, спреман да случај доведе до осуђујуће пресуде. Шерман у међувремену покушава да убеди Марију да каже истину и сними њене речи на тајни микрофон, али девојка препознаје трик.
Током следећег састанка, тужилац позива Марију Раскин као сведока. Она каже суду да није возила и Шерман ју је ућуткао. Међутим, Шерман изненада укључује гласно емитовање истог илегалног снимка. Из тога је јасно да Марија лажно сведочи. На питање судије Вајта: „Одакле трака”, Шерман лаже да је његова. Каже да је сам направио снимак. Шерман је пуштен у судницу. Крај филма се враћа на почетак. Питер Фелоу добија Пулицерову награду за своју књигу о истраживачком новинарству под насловом „Прави Мекој” (Real McCoy).